# 滏阳河西八闸
滏阳河西八闸简称西八闸，明代建筑，位于中国河北省邯郸市永年区西大慈村至田堡村，是明代修建的八处水利设施，因在永年城关以西，故俗称“西八闸”。西八闸的排列次序按地理位置自西向东分为一至八闸：广仁闸、普惠闸、便民闸、济民闸、广济闸、润民闸、惠民闸、阜民闸。至今仍在使用的有二、四、六、七、八这五座闸；一、三、五闸已废弃。2013年5月公布为全国重点文物保护单位。